# Kommunisten
Pour plus de détails, voir Fiche technique et Distribution.
Kommunisten est un film franco-suisse réalisé par Jean-Marie Straub en 2014 et sorti en France en 2015.

## Fiche technique
- Titre : Kommunisten
- Réalisation : Jean-Marie Straub
- Photographie : Christophe Clavert
- Son : Dimitri Haulet
- Montage : Christophe Clavert
- Production : Andolfi - Belva Film
- Durée : 70 minutes
- Date de sortie : 
  - France : 11 mars 2015

## Distribution
- Arnaud Dommerc
- Gilles Pandel
- Barbara Ulrich